# کانگاس‌نیمی
کانْگاس‌نیِمی (به فنلاندی: Kangasniemi) یک منطقهٔ مسکونی در فنلاند است که در ساوونیای جنوبی واقع شده‌است.